# Brrémaud
Brrémaud, de son vrai nom Frédéric Brémaud, également connu sous les pseudonymes de Brr, Frédéric Alléluïa Brémaud ou encore Lili Mésange, né le 11 mars 1973 à Séoul (Corée), est un scénariste de bande dessinée français.

## Biographie
Frédéric Brémaud signe sous le nom de Brrémaud mais aussi sous les noms de Brr, Frédéric Alléluïa Brémaud ou Lili Mésange.

## Œuvre
- Aliénor, dessins de Donald, Soleil Productions

1. Le Bracelet de Malte, 2003  (ISBN 2-84565-469-3)
2. Les Alchimistes de Byzance, 2005  (ISBN 2-84946-086-9)

- Alika, dessins de John-Simon Loche, Le Lombard, collection Aventure

1. Les Territoires interdits, 2008  (ISBN 978-2-8036-2285-6)
2. La Thaumaturge, 2009  (ISBN 978-2-8036-2500-0)
3. L'Ère des Dragons, 2010  (ISBN 978-2-8036-2623-6)

- Artémis, dessins de Giuseppe Manunta, Clair de Lune, collection Sortilège

1. Fille de Zeus, 2011  (ISBN 978-2-353-25192-6)
2. Olympe, 2011  (ISBN 978-2-353-25223-7)

- Aya Tsu, dessins de Tommaso Renieri, Clair de Lune, collection Sortilège

1. L'Invasion de la Chine, 2012  (ISBN 978-2-353-25403-3)

- Banana fight - le Choc des Titans, dessins de Mathieu Reynès, Paquet, 2002  (ISBN 2-940199-83-3)[3]
- Butch Cassidy, scénario de Brrémaud et Bruno Duhamel, dessins de Jean-Emmanuel Vermot-Desroches, Vents d'Ouest, collection Équinoxe

1. Walnut Grave[4],[5], 2006  (ISBN 2-7493-0246-3)
2. El Paso[6], 2007  (ISBN 2-7493-0296-X)

- Camomille et les Chevaux, (sous le pseudonyme Lili Mésange), dessin de Stefano Turconi, Hugo & Cie, coll. « Hugo BD » (tomes 1 à 5) puis Bamboo Édition, coll. « Hugo BD » :

1. Un amour d'Océan, 2012  (ISBN 978-2-7556-0939-4).
2. Sacré Pompon, 2012  (ISBN 978-2-7556-1120-5).
3. Poney game, 2013  (ISBN 978-2-7556-1168-7).
4. Les Champions, 2014  (ISBN 978-2-7556-1445-9).
5. Une superbe balade, 2015  (ISBN 978-2-7556-1445-9).
6. Vif comme l'éclair, 2018  (ISBN 978-2-8189-4508-7).
7. Que du vent, 2019  (ISBN 978-2-8189-6703-4).
8. La Vie au grand air, 2020  (ISBN 978-2-8189-7693-7).
9. Dans la joie jusqu'au cou, 2021  (ISBN 978-2-8189-7901-3).
10. Les Rois de la prairie, 2022  (ISBN 978-2-8189-9203-6).
11. Cheval de mer, 2023  (ISBN 978-2-8189-9747-5).

- Carmen, de Prosper Mérimée, dessins de Denis Goulet, Delcourt, collection Ex-Libris, 2012  (ISBN 978-2-7560-1259-9)
- Chats !, dessins de Paolo Antista, Hugo et Cie, collection Hugo BD

1. Chats-tchatcha, 2010  (ISBN 978-2-7556-0466-5)
2. Chats bada-bada, 2010  (ISBN 978-2-7556-0663-8)
3. Chats rivari, 2011  (ISBN 978-2-7556-0792-5)
4. Chats touille, 2012  (ISBN 978-2-7556-0914-1)
5. Poissons chats, 2013  (ISBN 978-2-7556-1200-4)
6. Chats alors!, 2015  (ISBN 978-2-7556-1444-2)

- Cœur de royaume, dessins de Benoît Vieillard, Soleil Productions

1. L’Élu, 1999  (ISBN 2-87764-962-8)[7]
2. Amazones, 2001  (ISBN 2-84565-032-9)

- Daffodil, dessins de Giovanni Rigano, Soleil Productions, collection Start

1. Addio-Colonnello, 2004  (ISBN 2-84565-632-7)
2. Nosferatu, 2005  (ISBN 2-84946-087-7)
3. Le Monstre, 2007  (ISBN 978-2-84946-702-2)

- Deux ans de vacances, d'après le roman éponyme de Jules Verne, co-scénario de Philippe Chanoinat, dessins de Hamo, Vents d'Ouest

1. 1. Chapitre 1/3[8], 2018
2. 2. Chapitre 2/3[9], 2018
3. 3. Chapitre 3/3[10], 2019

- DGSE, dessins d'Alfredo Orlandi, Clair de Lune, collection Magnum

1. Dossier 1 : la piste irakienne, 2010  (ISBN 978-2-353-25232-9)
2. 2. Dossier 2 : Federal Reserve, 2013  (ISBN 978-2-353-25231-2)

- Drakka, dessins de Lorenzo De Felici, Ankama Éditions, collection Kraken

1. Le Sang du vioque, 2011  (ISBN 978-2-359-10180-5)
2. L'ultime Cena, 2012  (ISBN 978-2-359-10305-2)

- Hao mei, dessins de Tommaso Renieri, Clair de Lune

1. La Déesse blanche I, 2008  (ISBN 978-2-353-25049-3)
2. La Déesse blanche II, 2009  (ISBN 978-2-353-25106-3)

- Harlem, scénario de Bruno Duhamel, Vents d'Ouest, collection Turbulences

1. Le Guépard intrépide[11], 2006  (ISBN 2-7493-0280-3)
2. Le Monstre de San Pedro, 2007  (ISBN 978-2-7493-0340-6)

- Histoire des plus fameux pirates, d'après l'œuvre de Daniel Defoe, dessins de Lematou, Delcourt, collections Histoire & Histoires

1. Capitaine Kidd, 2009  (ISBN 978-2-7560-1163-9)
2. Barbe-Noire, 2010  (ISBN 978-2-7560-1164-6)

- Michel Strogoff, d'après le roman éponyme de Jules Verne, dessins de Daniele Caluri, Glénat, collection Les Incontournables de la littérature en BD, 2010  (ISBN 978-2-357-10095-4)
- Guerre et Paix', d'après le roman éponyme de Léon Tolstoï, dessins de Thomas Campi, Glénat, collection Les Incontournables de la littérature en BD,

1. Tome 1, 2010  (ISBN 978-2-357-10098-5)
2. Tome 2, 2010  (ISBN 978-2-357-10099-2)

- Les Informaticiens, scénario de Brrémaud et Mathieu Reynès, dessins d'Arnaud Toulon (tomes 1 et 2) puis Jean-Marc Krings, Bamboo, collection Les informaticiens

1. Droit au bug[12], 2006  (ISBN 2-350-78103-8)
2. Au boulot et que ça saute !, 2008  (ISBN 978-2-350-78323-9)
3. Mise à jour, 2008  (ISBN 978-2-350-78471-7)
4. To Boot or not to boot ?, 2009  (ISBN 978-2-350-78721-3)

- Kochka, dessins de Bruno Duhamel, Paquet

1. Nouvelle-Orléans 1862, 2003  (ISBN 2-940199-94-9)
2. Mambo, 2004  (ISBN 2-940334-35-8)

- Les Légions de fer, dessins de Juan Santacruz, Soleil Productions

1. Urkhan, le prince énéide, 2002  (ISBN 2-84565-369-7)

- Lola Bogota, scénario de Brrémaud et Philippe Chanoinat, dessins de Mathieu Reynès, Bamboo

1. Notre-Dame de Colombie, 2005  (ISBN 2-915309-64-7)
2. JFK[13], 2006  (ISBN 2-350-78070-8)
3. Le camp des Siciliens, 2006  (ISBN 2-350-78116-X)

- Lolika, dessins de Giovanni Rigano, Le Lombard

1. Gothic Lolita, 2011  (ISBN 978-2-8036-2857-5)
2. Hel, 2012  (ISBN 978-2-8036-3088-2)

- Love, dessins de Federico Bertolucci, Ankama Éditions, collection Étincelle

1. Le Tigre, 2011  (ISBN 978-2-359-10172-0)
2. Le Renard, 2012  (ISBN 978-2-359-10285-7)
3. Le Lion, 2014  (ISBN 978-2-359-10470-7)
4. Les Dinosaures, 2015  (ISBN 978-2-359-10861-3)

- Les Maîtres-nageurs, dessins de Mathieu Reynès, Bamboo

1. Comme un poisson dans l'eau, 2007  (ISBN 978-2-35078-249-2)
2. Coquillages et crustacés, 2007  (ISBN 978-2-350-78281-2)
3. Dans la mer jusqu'au cou, 2008  (ISBN 978-2-350-78448-9)

- Normandie-Niemen, dessins de Paolo Raffaelli, Clair de Lune

1. Tome 1, 2011  (ISBN 978-2-353-25295-4)
2. Tome 2, 2012  (ISBN 978-2-353-25360-9)

- Richard Cœur-de-Lion, dessins de Federico Bertolucci, Soleil Productions

1. Saint-Jean-d'Acre, 2005  (ISBN 2-84946-073-7)
2. Saladin, 2007  (ISBN 978-2-84946-773-2)

- Robin Hood, dessins de, Soleil Productions

1. Merriadek, 2002  (ISBN 2-84565-295-X)[14]
2. Morrigane, 2003  (ISBN 2-84565-414-6)
3. Robin, 2004  (ISBN 2-84565-741-2)

- Rocambole, de Ponson du Terrail, dessins de Federico Bertolucci, Delcourt, collection Ex-libris, 2009  (ISBN 978-2-7560-1391-6)
- Sexy Gun, dessins de Mathieu Reynès, Soleil Productions

1. Mack-the-knife, 2003  (ISBN 2-84565-634-3)
2. La Squaw, 2004  (ISBN 2-84565-776-5)

- Tête de Pioche, scénario de Brrémaud, dessins de Giovanni Rigano, Dargaud
  1. Les bébêtes du Bayou, 2022  (ISBN 978-2-50511-391-1)
  2. Le bipède des collines, 2023  (ISBN 978-2-50511-973-9)
  3. Les merveilles du Yucatán, 2024  (ISBN 978-2-50512-489-4)
- Une aventure de Simon Hardy, scénario de Brrémaud, dessins de Frank Leclercq, Clair de Lune, collection Petit Pierre et Ieiazel

1. Mission ONU, 2013  (ISBN 978-2-353-25562-7)
2. Menace sur Naples, 2015  (ISBN 978-2-353-25652-5)
3. Bons baisers de Chine, 2017  (ISBN 978-2-353-25786-7)

- Les Tennismen, dessins de Federico Bertolucci, Bamboo, 2006  (ISBN 2-350-78089-9)
- Toutou & Cie, scénario de Brrémaud et Mathieu Reynès, dessins d'Emanuele Soffritti, Bamboo

1. Tome 1, 2009  (ISBN 978-2-350-78577-6)
2. Tome 2, 2009  (ISBN 978-2-350-78709-1)

- Vietnam, dessins de Chico Pacheco (T1) ou Christian Lerolle (T2), Glénat

1. 1. La voie du Bouddha[15], 2014
2. 2. Le Réveil du Bouddha, 2015

- Les Vacances de Donald, dessins de Federico Bertolucci, Glénat, 2021  (ISBN 978-2-344-04837-5)
- Klaus Barbie. La route du rat, dessins de Jean-Claude Bauer, Urban Comics, coll. Urban Graphics, 2022  (ISBN 979-1026822998)